# Cryptothir minutus
Cryptothir minutus är en kräftdjursart som beskrevs av James Dwight Dana 1852. Cryptothir minutus ingår i släktet Cryptothir och familjen Cryptothiridae.
Artens utbredningsområde är havet kring Fiji. Inga underarter finns listade i Catalogue of Life.